# Клан Гэйр
Клан Гэйр (англ. Clan Gayre или Clan Gair) — один из кланов равнинной части Шотландии.

## История

### Происхождение клана
Есть несколько теорий относительно происхождения имени Гэйр. По одному из вариантов род имеет кельтское происхождение в варианте Ке Кайре, по другому — нормандское, но впервые встречается в Корнуолле, где семейство имело несколько маноров, полученных от Роберта де Мортена в 1066 году. С другой стороны, оркнейская и шетлендская ветви клана могут иметь фамильное имя другого происхождения — от древнеисландского geirr, означающего «копьё».